# تفكير الأنظمة الحيوي
تفكير الأنظمة الحيوي هو إطار حديث خاص بتفكير الأنظمة والذي يسعى لتحقيق الوحدة لمختلف مقاربات الأنظمة وتقديم المشورة للمديرين بشأن كيفية استخدامها.
إن تفكير الأنظمة الحيوي وفقًا لبامر (2003) «يهدف إلى الجمع بين نهج تفكير النظم والأساليب التشاركية لمواجهة التحديات من المشاكل التي تتميز بكبر نطاقها وتعقيدها وعدم يقينها وعدم ثباتها ونقصها. ويتيح هذا النظام إقامة العلاقات غير الخطية وحلقات ردود الفعل والتسلسلات الهرمية والخصائص الناشئة وما إلى ذلك لكي تؤخذ بعين الاعتبار وقد نظر نظام تفكير الأنظمة الحيوي بشكل خاص إلى قضية الحدود ونتائجها على الإدماج والإقصاء والتهميش على اعتبار أنها مشكلة».

## الإصدارات
- Trudi Cooper (2003). "Critical management, critical systems theory and System Dynamics", online paper.
- Robert L. Flood (1990). "Liberating Systems Theory: Toward Critical Systems Thinking", in: Human Relations, Vol. 43, No. 1, 49-75.
- Philip Graham (1999). "Critical Systems Theory: A Political Economy of Language, Thought, and Technology", in: Communication Research, Vol. 26, No. 4, 482-507.
- Kristo Ivanov (1991). Critical systems thinking and information technology. - In J. of Applied Systems Analysis, 18, 39-55. (ISSN 0308-9541).
- Michael C. Jackson (2000), Systems Approaches to Management, London: Springer 465 p
- Deiniol Lloyd-Jones (2004). "Technical Cosmopolitanism: Systems, Critical Theory and International Relations", POLIS Working Paper No. 6.
- G. Midgley (2000). Systemic intervention: Philosophy, methodology, and practice. New York : Kluwer Academic/Plenum Publishers.
- Stephen L. Payne (1992). "Critical systems thinking: A challenge or dilemma in its practice?", in: Systemic Practice and Action Research, Vol. 5, Nr 3 June, 237-249.